# Antarktická oáza

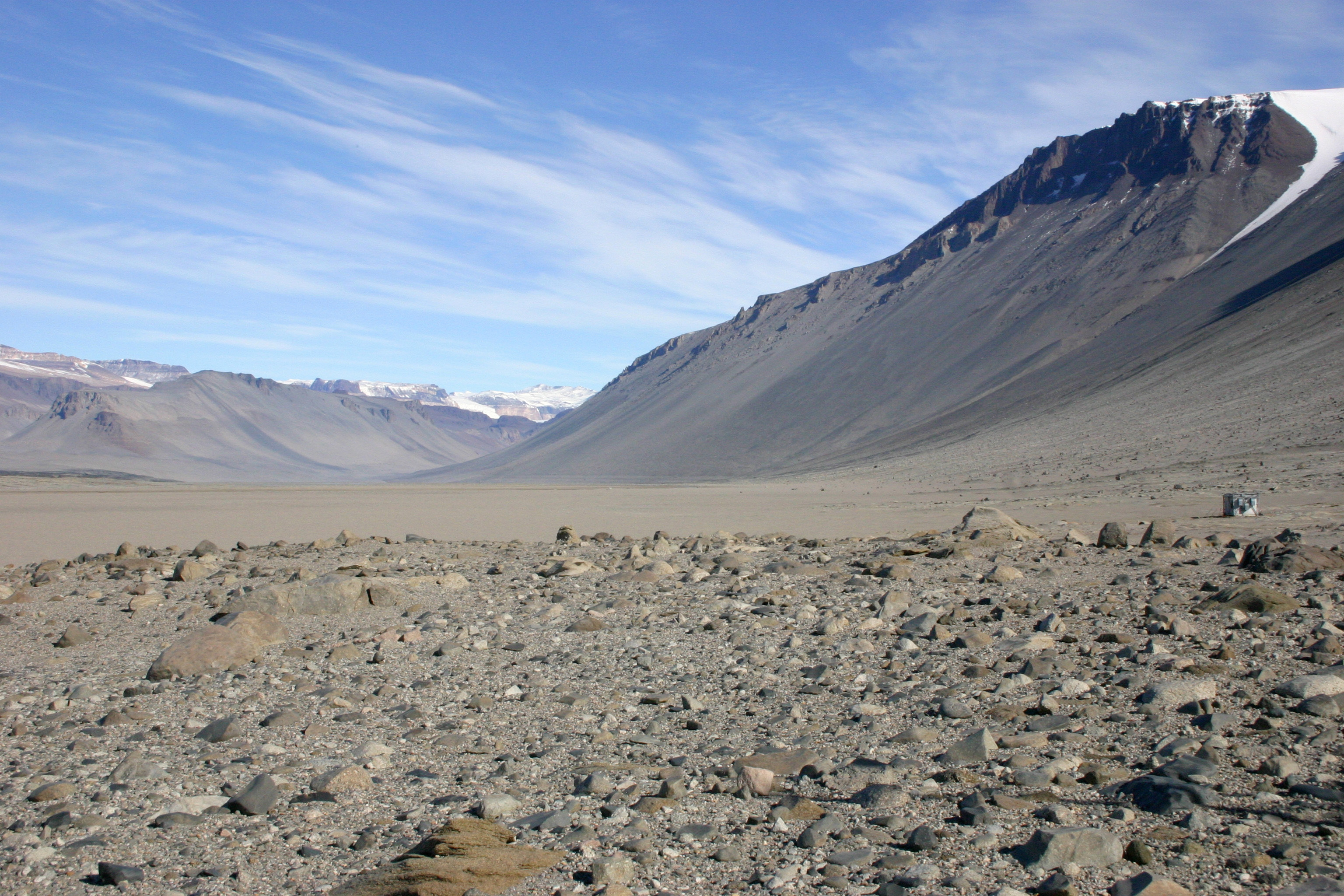
Wright Valley, McMurdo Dry Valleys

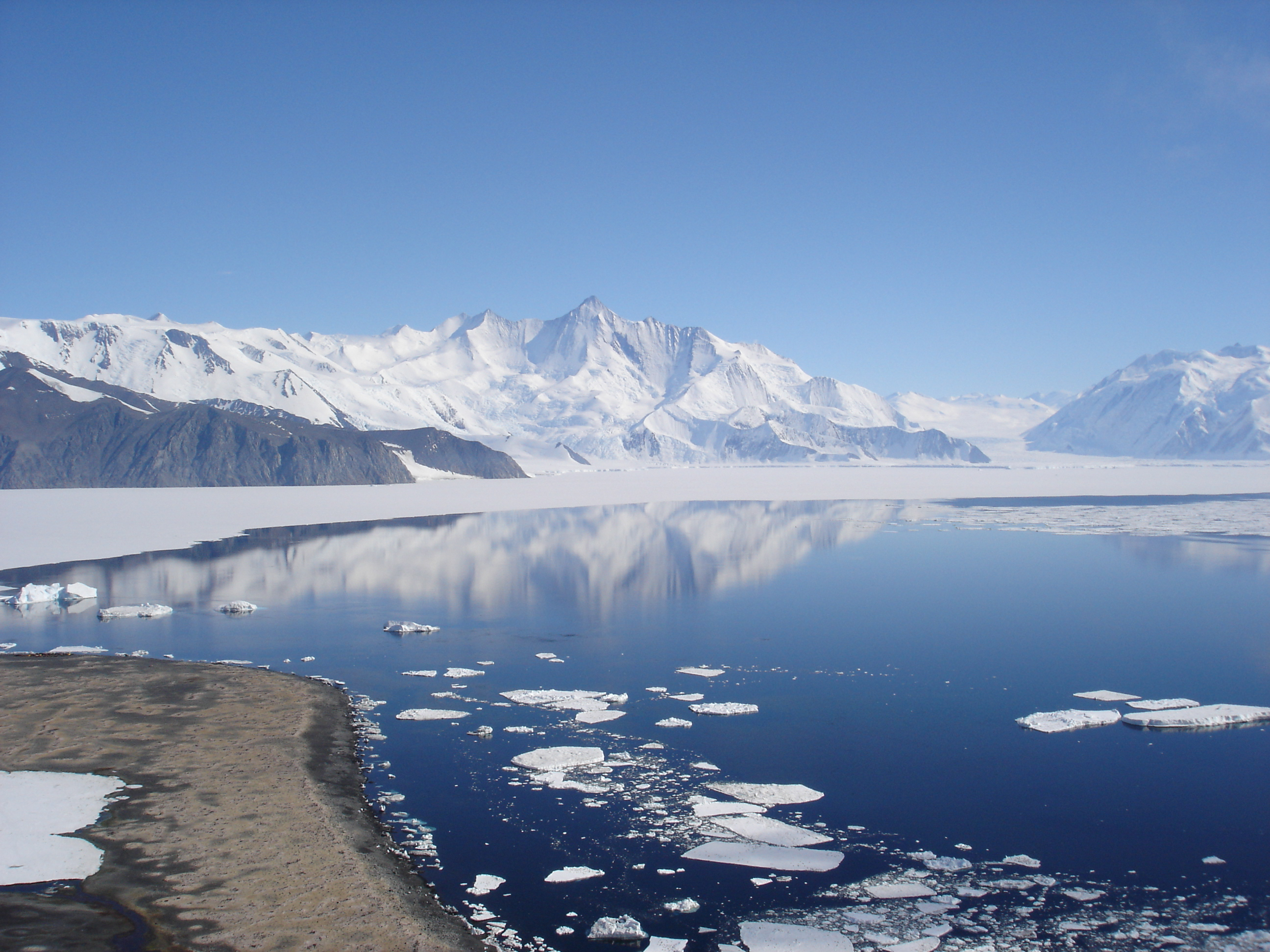
Cape Hallet, Viktoriina země

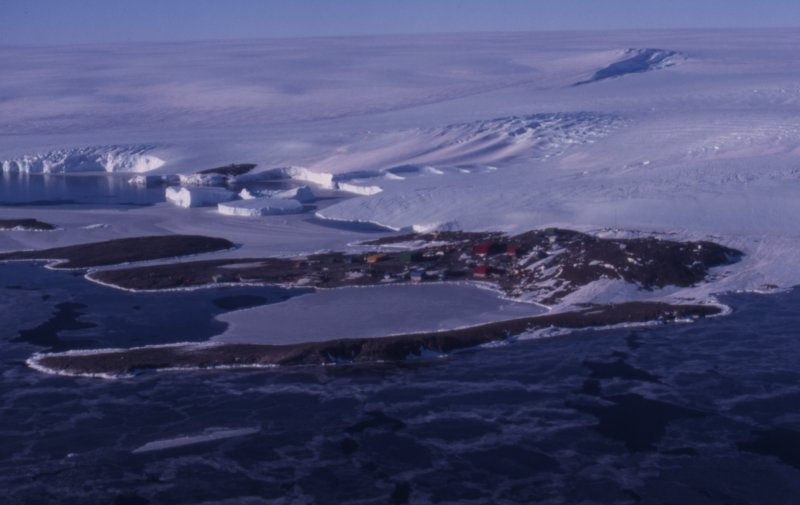
Holme Bay, země Mac Robertsona

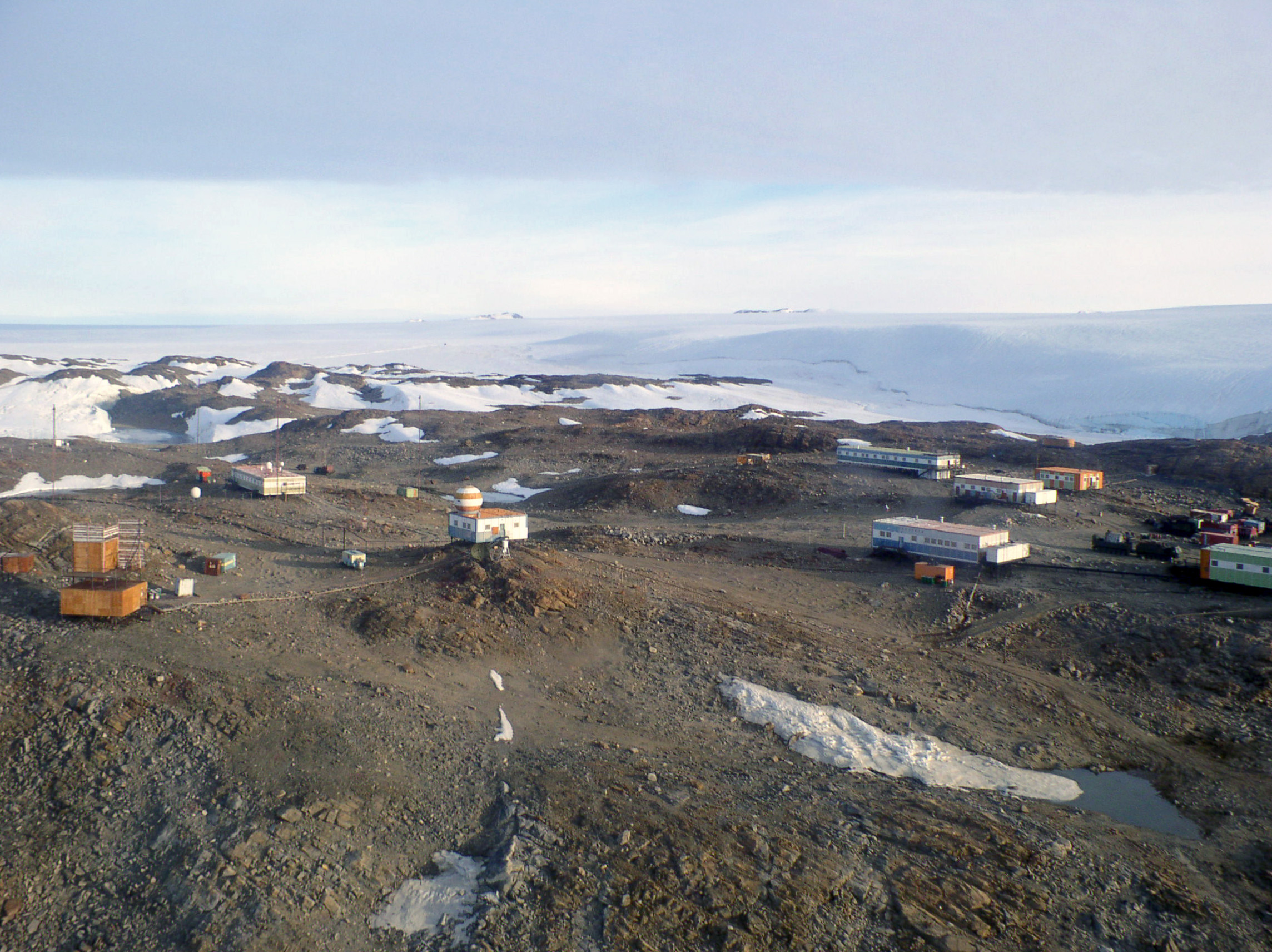
Schirmacher Oasis, pobřeží princezny Astrid

Antarktická oáza je místo přirozeně prosté ledu a sněhu, vyskytující se na jinak zaledněném kontinentu Antarktida.

## Geologie
V Antarktidě se kromě horských vrcholů a nunataků vyskytují i další místa bez sněhu a ledu, často nazývané „antarktické oázy“ či „suchá údolí“ (anglicky dry valleys). Tato území jsou obklopena Antarktickým ledovým štítem, v případě pobřeží jsou situována mezi štítem a šelfovým ledovcem.
Antarktické oázy vznikají v místech se specifickým počasím a zeměpisnými podmínkami. Tato území se vyznačují velmi nízkou vlhkostí a srážkami. Přestože jsou velmi chladná, země pohlcuje dostatečné množství slunečního záření, aby roztála ta trocha sněhu, která zde spadne, případně sníh odvanou katabatické větry (vítr vanoucí z kopce do údolí, bríza).
Přestože je zde půda obvykle velmi suchá, některé druhy rostlin – mechorosty a lišejníky – zde zvládají přežít.

## Geografie
Mezi větší oázy patří:
- Suchá údolí McMurdo, cca 4 900 km², Viktoriina země
- Cape Hallett, severní Viktoriina země
- Bungerova oáza, cca 950 km², mezi Wilkesovou zemí a Zemí královny Marie
- Holme Bay, země Mac Robertsona
- Vestfold Hills, cca 420 km², Země princezny Alžběty
- Larsemann Hills, země princezny Alžběty
- Stillwell Hills, cca 96 km², Kempova země
- Schirmacherova oáza, cca 34 km², Pobřeží princezny Astrid v Zemi královny Maud